# Jean Sarazin
 (mai 2008).
Si vous disposez d'ouvrages ou d'articles de référence ou si vous connaissez des sites web de qualité traitant du thème abordé ici, merci de compléter l'article en donnant les références utiles à sa vérifiabilité et en les liant à la section « Notes et références ».
Jean Sarazin, né le 20 juillet 1536 à Arras et mort le 3 mars 1598 à Bruxelles. Il est le fils d'Antoine Sarazin, seigneur d'Allenes et de Marie de Poix-Lignervilles.
Il est archevêque de Cambrai (3e, 1596-1598), duc de Cambrai (6e), comte de Cambresis (46e), prince du Saint-Empire romain germanique et seigneur de Villers-Outreaux.
Il fut également abbé de Saint-Vaast à Arras. Son gisant se trouve dans la cathédrale Notre-Dame-et-Saint-Vaast d'Arras, l'ancienne église de l'abbaye (reconstruite au XVIIIe siècle).
Il est nommé archevêque de Cambrai le 6 mars 1596, succédant à Louis de Berlaymont, et consacré à Bruxelles le 15 décembre 1596.
Un volume manuscrit des sermons de Sarazin (1578–1598) est conservé à la bibliothèque municipale d'Arras.